# Harpemastax rubripes
Harpemastax rubripes är en insektsart som beskrevs av Marius Descamps 1971. Harpemastax rubripes ingår i släktet Harpemastax och familjen Euschmidtiidae. Inga underarter finns listade i Catalogue of Life.